# Gábor Anna
Gábor Anna (Budapest, ? –) építész, etnográfus, muzeológus.
Az Ybl Miklós Építőipari Műszaki Főiskolán végzett magasépítési szakon. Végzés után a Budapesti Városépítési Tervező Irodában (BUVÁTI) dolgozott. 1981-ben az ELTE néprajz szakán szerzett etnográfusi diplomát. 2003–2004 és 2004–2005-ben az Európai Etnológia Doktori Iskola hallgatója volt, és 2011-ben PhD-fokozatot szerzett. Disszertációjának címe: A zsidók betelepülése és építkezési emlékeik Északkelet-Magyarországon. Jelenleg (2022) a Károli Gáspár Református Egyetem Bölcsészet- és Társadalomtudományi Karán óraadó tanár.

## Pályafutása
Dolgozott a Szentendrei Szabadtéri Néprajzi Múzeumban mint muzeológus. Több éven át dokumentált népi épületeket.
1984-ben részt vett a Goldmark Zsidó Kulturális Alap megszervezésében és programjának kidolgozásában. Az alap megszűnéséig a titkára volt.
Szintén 1984-ben készítette el a szabadszállási szakorvosi rendelőintézet terveit, kisebb épülettervezési munkái mellett.
1986-tól 1990-ig két ízben kapta meg a Soros Alapítvány ösztöndíját zsidó népi építészeti emlékek kutatására és dokumentálására, valamint ezzel párhuzamosan a településtörténet megírására először a történeti Szabolcs, majd Zemplén megye területén.
1991-ben a Memorial Foundation for Jewish Culture ösztöndíját kapta meg, szintén terepmunkára.
1999–2002 között a Los Angeles-i székhelyű és a világon mindenhol túlélőkkel videóinterjút készítő SHOAH Alapítványnak készített interjúkat. Az egyik interjúból oktatófilm készült.
1999–2016 között a Magyar Zsidó Múzeum kurátora volt, a Képzőművészeti Gyűjteményt vezette. Számos képzőművészeti kiállítást rendezett, katalógusokat szerkesztett és írt.

## Jelentősebb kiállításai
- Korai modernizmus 1905-1918.[1]
- Jakovits Amerikában.[2]
- Perlmutter Izsák festőművész kiállítása.[3]
- Modernizmus II. a két világháború között.[4]
- Vajda Lajos - Conditio Humana: Vajda Lajos önarcképei.[5]
- Hajnal Gabriella - Szövött Falikárpitok.[6]
- Csodavárók - Ámos Imre centenáriumi kiállítása.[7]
- Modernizmus III. Az Európai Iskola.[8]
- Bán Béla centenáriumi kiállítása.[9]
- Jankay Tibor festőművész kiállítása.[10]
- Csabai Ékes Lajos festőművész kiállítása.[11]
- Féner Tamás - Hókusz Pókusz.[12]
- Anna Margit festőművész kiállítása.[13]
- Bíró József-emlékkiállítás.[14]

## Publikációi
- A zsidók betelepedése a mai Szabolcs-Szatmár megyébe a XVIII század elejétől a XIX század közepéig. In: A hagyomány kötelékében. Szerk. Kriza Ildikó. Akadémia Kiadó, Budapest, 1990.
- A teljes tanulmány: A zsidók betelepedése Szabolcs és Szatmár vármegyébe (18-19. század) Szabolcs-Szatmári Szemle, 1991/1.
- A szukka. Múlt és Jövő, 1992/1.
- Durától Rembrandtig. Rachel Wischnitzer és az Európai zsinagógák. Pavilon/9. 1994.
- Zsidók betelepedése Zemplén megyébe a 17. század végétől a 19. század elejéig. In: Otthonkeresők, otthonteremtők. Szerk. Schweitzer Gábor. Universitas Kiadó - Judaica Alapítvány, Budapest, 2001.
- A nagykanizsai zsinagóga. Tudomány Kiadó, Budapest, 2010.
- A tóra díszei - A szimbólumok értelmezése. Ethnica, 2010/1.
- Tóraszekrény-függöny Óbuda 1742. - A szimbólumok értelmezése. Magyar Iparművészet, 2010/4.
- Mint folyó mentén a kertek - A zsidók betelepülése és építkezési emlékeik Északkelet-Magyarországon. Mazsihisz, Budapest, 2014.
- A jeruzsálemi Szentély - Egy 16. századi metszetsorozat nyomán. Balassi Kiadó, Budapest, 2019.

## Kiállítási katalógusok
- Korai modernizmus. Magyar Zsidó Múzeum, 2001.
- Perlmutter Izsák. Magyar Zsidó Múzeum, 2003.
- Modernizmus II. Magyar Zsidó Múzeum, 2005. (szerk.)
- Ámos Imre. Magyar Zsidó Múzeum, 2007.
- Modernizmus III. - Az Európai Iskola. Magyar Zsidó Múzeum, 2009.
- Anna Margit. Magyar Zsidó Múzeum, 2013.
- Biró József. Magyar Zsidó Múzeum, 2014. (szerk.)
- Chagall, Dalí, Dürer Dix, Schongauer - Bibliai képek. Semsey Andor Múzeum, 2015. (szöveg)